# Zamek w Sokołowie
Zamek Sokołowie – zamek wybudowany w latach 1533–1556 przez Jana Dzieduszyckiego.
Zamek położony był na wyspie otoczonej wodą. Został spalony w XVII w. w trakcie wojen Chmielnickiego. Podniesiony z ruin istniał do XVIII w. Na miejscu zamku, pod koniec XVIII w., po rozebraniu murów dawnej warowni zbudowano dwór w postaci piętrowej willi. Z zespołu dworskiego do XX w. ocalała drewniana oficyna zwieńczona dachem czterospadowym.